# Панамське бальбоа
Панамське бальбоа (ісп. Balboa panameño) — як і долар США, одна з офіційних валют Панами. Валюта дістала цю назву на честь іспанського конкістадора Васко Нуньєс де Бальбоа. Панамське бальбоа поділяється на 100 сентесимо.

## Історія
Після здобуття Панамою незалежності від Колумбії у 1904 році, бальбоа прийшло на зміну колумбійському песо. Від часу введення бальбоа обертається в Панамі нарівні з доларом США та прив'язане до нього за курсом 1:1.

## Монети
У 1904 році було введено срібні монети номіналом в 2½, 5, 10, 25 і 50 сентесимо. Їхня вага мала відношення до їхньої вартості 1:2, таким чином 50 сентесимо важили 25 грам, а 2½ сентесимо важили 1¼ грама. Через невеликий розмір вони дістали назву «Панамські пігулки» або «Панамскі Перлини». В 1907 році були введені мідно-нікелеві монети ½ та 2½ сентесимо. В 1929 році з'явилися мідно-нікелеві 5 сентесимо. У 1930 році були введені монети 10, 25 та 50 сентесимо, потім 1 бальбоа в 1931 році, які були ідентичні за розмірами і складом відповідним монетам США. В 1935 році були виготовлені бронзові монети номіналом 1 сентесимо, а в 1940 монети номіналом 1¼ сентесимо.
У 1966 Панама, беручи приклад із США, змінює склад своїх срібних монет на мідно-нікелевий, у монетах номіналом 10 та 25 сентесимо та срібло 400 проби в монеті 50 сентесимо. Також уперше з 1947 року було випущено монети номіналом 1 бальбоа. У 1973 році були випущені мідно-нікелеві 50 сентесимо. Згодом в 1982 році з мідно-нікелевого сплаву виготовлялися монети номіналом 1 бальбоа.
Сучасні монети в 1, 5, 10, 25 та 50 сентесимо мають таку саму вагу, розміри та склад, що і 1, 5, 10, 25 і 50 центів США відповідно.
З 2011 р. випускаються біметалічні монети номіналом 1 і 2 бальбоа.
На додаток до серій, випущених в обіг, були викарбувані пам'ятні серії монет номіналом 5, 10, 20, 50, 75, 100, 150, 200 і 500 бальбоа.

## Банкноти
1941 року, за часів призедента Арнульфа Аріаса, було надруковано банкноти в 1, 5, 10 та 20 бальбоа, але вже через декілька днів їх було відкликано, за що вони дістали назву «семиденних доларів». В обігу знаходяться долари США  номіналом в 1,2,5,10,20,50,100 долара.